# Andy Karl

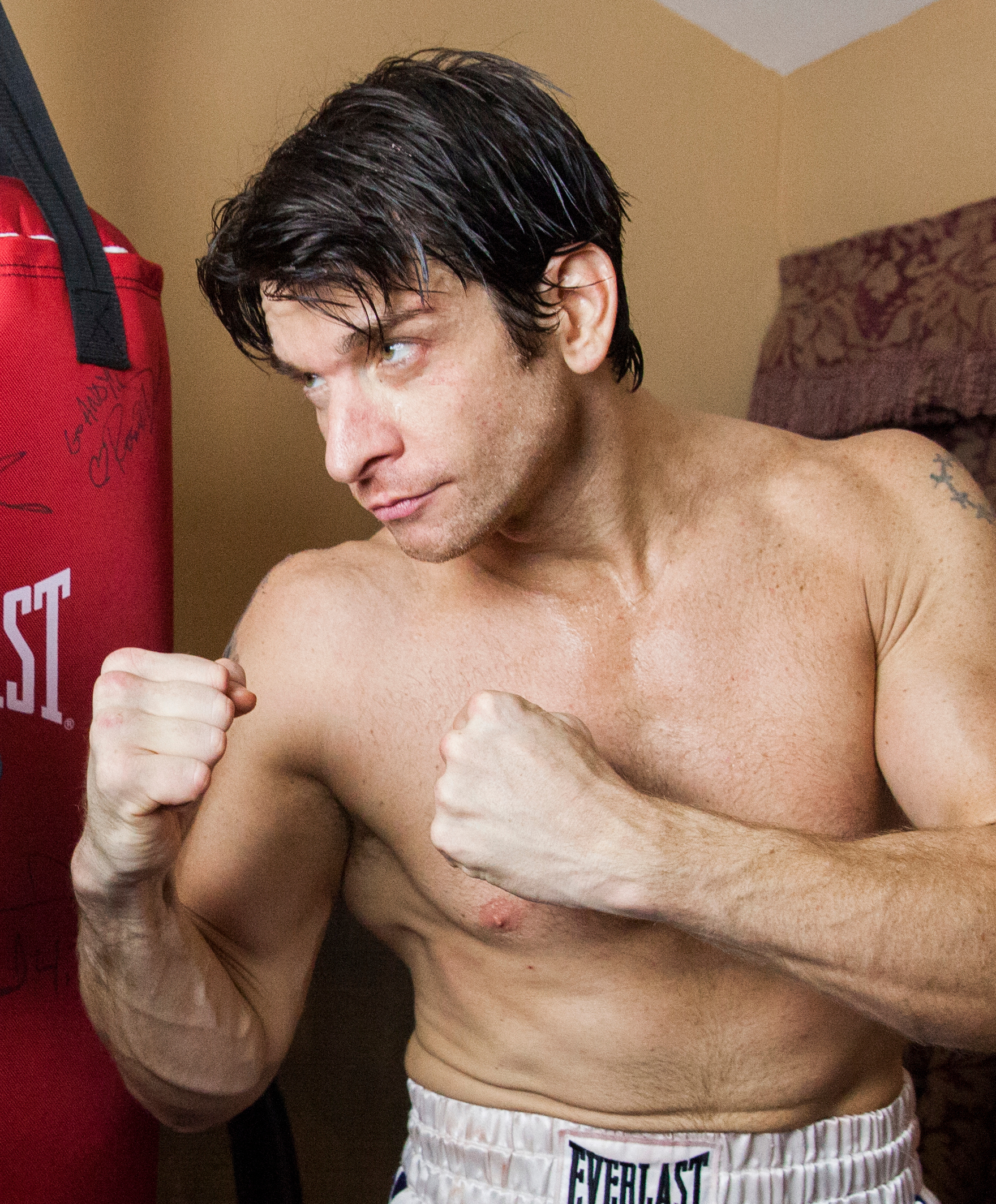
Andy Karl in 2014 als Rocky Balboa
in de gelijknamige musical op Broadway

Andy Karl (Baltimore (Maryland), 28 augustus 1974), geboren als Andrew Cesewski, is een Amerikaans acteur en zanger.

## Biografie
Karl doorliep de high school in zijn geboorteplaats, en op deze school was hij actief in het American footballteam en het theater. Na het behalen van zijn diploma studeerde hij aan Towson University in Baltimore. Op aanraden van van zijn toneelregisseur besloot hij acteur te worden.
Karl begon in 1999 als beroepsacteur op Broadway: hij speelde als understudy voor de rol Joey in de musical Saturday Night Fever. Hierna heeft hij nog diverse rollen gespeeld op Broadway. In 2007 debuteerde Karl op het witte doek in de film Legally Blonde: The Musical, waarna hij nog meerdere rollen speelde in films en televisieseries.

## Filmografie

### Films
Uitgezonderd korte films.
- 2020: Faraway Eyes - als Michael
- 2019: Hooked - als Connor Carlisle
- 2018: Staties - als Sam King
- 2016: Little Men - als ??
- 2014: And So It Goes - als Ted
- 2012: Joyful Noise - als Caleb
- 2008: New York, I Love You - als vriend van Zoe
- 2007: Legally Blonde: The Musical - als Dewey / Kyle

### Televisieseries
Uitgezonderd eenmalige gastrollen.
- 2015-2016: Law & Order: Special Victims Unit - als Mike Dodds - 15 afl.

## Theater
- 2022-2023: Into the Woods - als prins / Wolf (understudy)
- 2018-2019: Pretty Woman: The Musical - als Edward Lewis
- 2017: Groundhog Day - als Phil Conners. Voor deze rol ontving hij in 2017 de Olivier Award for Best Actor in a Musical.
- 2016: My Love Letter to Broadway - als speciale gast (understudy)
- 2015: On the Twentieth Century - als Bruce Granit
- 2014: Rocky - als Rocky Balboa
- 2012-2013: The Mystery of Edwin Drood - als Neville Landless / mr. Victor Grinstead
- 2009: 9 to 5 - als Joe
- 2007-2008: Legally Blonde - als Emmett Forrest / professor Callahan (understudy)
- 2005-heden: Jersey Boys - als Tommy DeVito (understudy)
- 2003-heden: Wicked - als Fiyero (understudy)
- 1999-2000: Saturday Night Fever - als Joey (understudy)

- Library of Congress Control Number: n2009009396
- Virtual International Authority File: 78851866
- WorldCat: E39PBJv8DFHqwVDCVMjwtHCxXd